# Condado de Autauga
El Condado de Autauga es un condado de Alabama, Estados Unidos. Tiene una superficie de 1544 km² y una población de 43 671 habitantes (según el censo de 2000). La sede de condado es Prattville.

## Geografía
Según la Oficina del Censo de los Estados Unidos, el condado tiene un área total de 1566 km², de los cuales 1544 km² son de tierra y 22 km² de agua (1,40%).

### Principales autopistas
- Interstate 65
- U.S. Highway 31
- U.S. Highway 82
- State Route 14
- State Route 143

### Condados adyacentes
- Condado de Chilton - norte
- Condado de Elmore - este
- Condado de Montgomery - sureste
- Condado de Lowndes - sur
- Condado de Dallas - oeste

### Ciudades y pueblos
- Autaugaville
- Billingsley
- Booth (sin incorporar)
- Millbrook (parcialmente - algo de Millbrook está en el Condado de Elmore)
- Prattville (parcialmente - algo de Prattville está en el Condado de Elmore)

## Demografía
| Población histórica Año Población ±% 1900 17 915 — 1910 20 038 +11.9 % 1920 18 908 −5.6 % 1930 19 694 +4.2 % 1940 20 977 +6.5 % 1950 18 186 −13.3 % 1960 18 739 +3.0 % 1970 24 460 +30.5 % 1980 32 259 +31.9 % 1990 34 222 +6.1 % 2000 43 671 +27.6 % |           |         |
| Población histórica |           |         |
| Año | Población | ±%      |
| 1900 | 17 915    | —       |
| 1910 | 20 038    | +11.9 % |
| 1920 | 18 908    | −5.6 %  |
| 1930 | 19 694    | +4.2 %  |
| 1940 | 20 977    | +6.5 %  |
| 1950 | 18 186    | −13.3 % |
| 1960 | 18 739    | +3.0 %  |
| 1970 | 24 460    | +30.5 % |
| 1980 | 32 259    | +31.9 % |
| 1990 | 34 222    | +6.1 %  |
| 2000 | 43 671    | +27.6 % |